# رالف إيرل
رالف إيرل (بالإنجليزية: Ralph Earl)‏ هو رسام أمريكي، ولد في 11 مايو 1751 في مقاطعة ورسستر في الولايات المتحدة، وتوفي في 16 أغسطس 1801 في Bolton, Connecticut ‏ في الولايات المتحدة.

## معرض صور

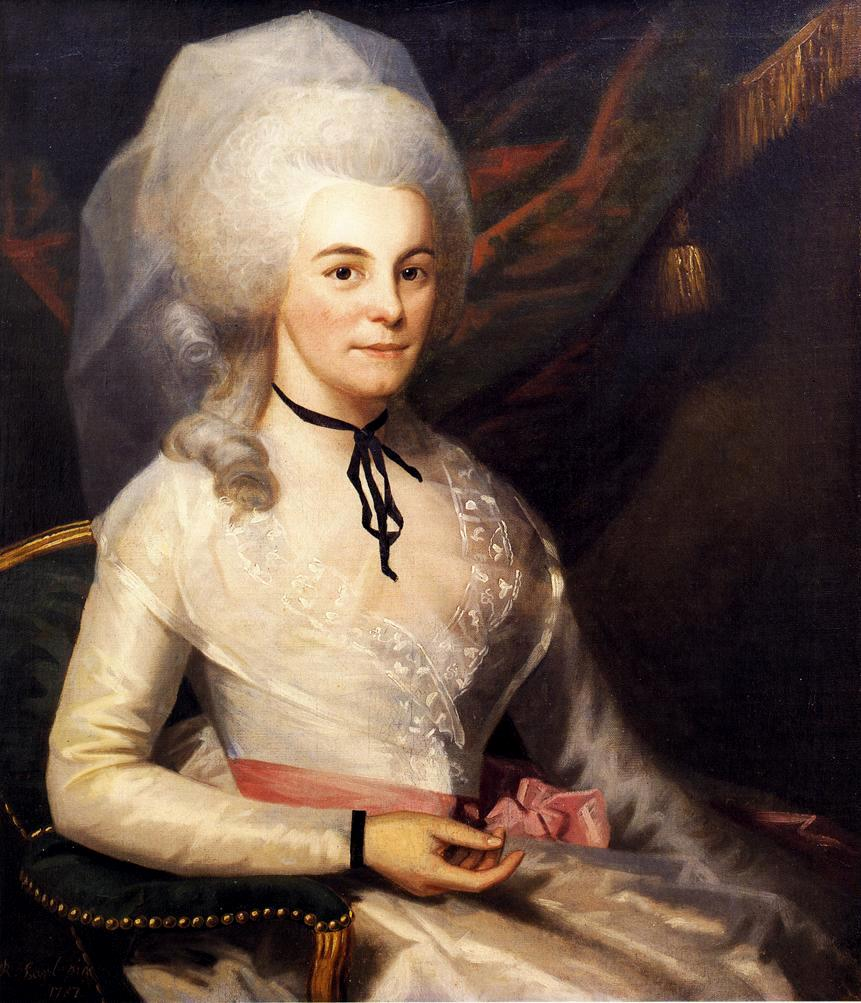
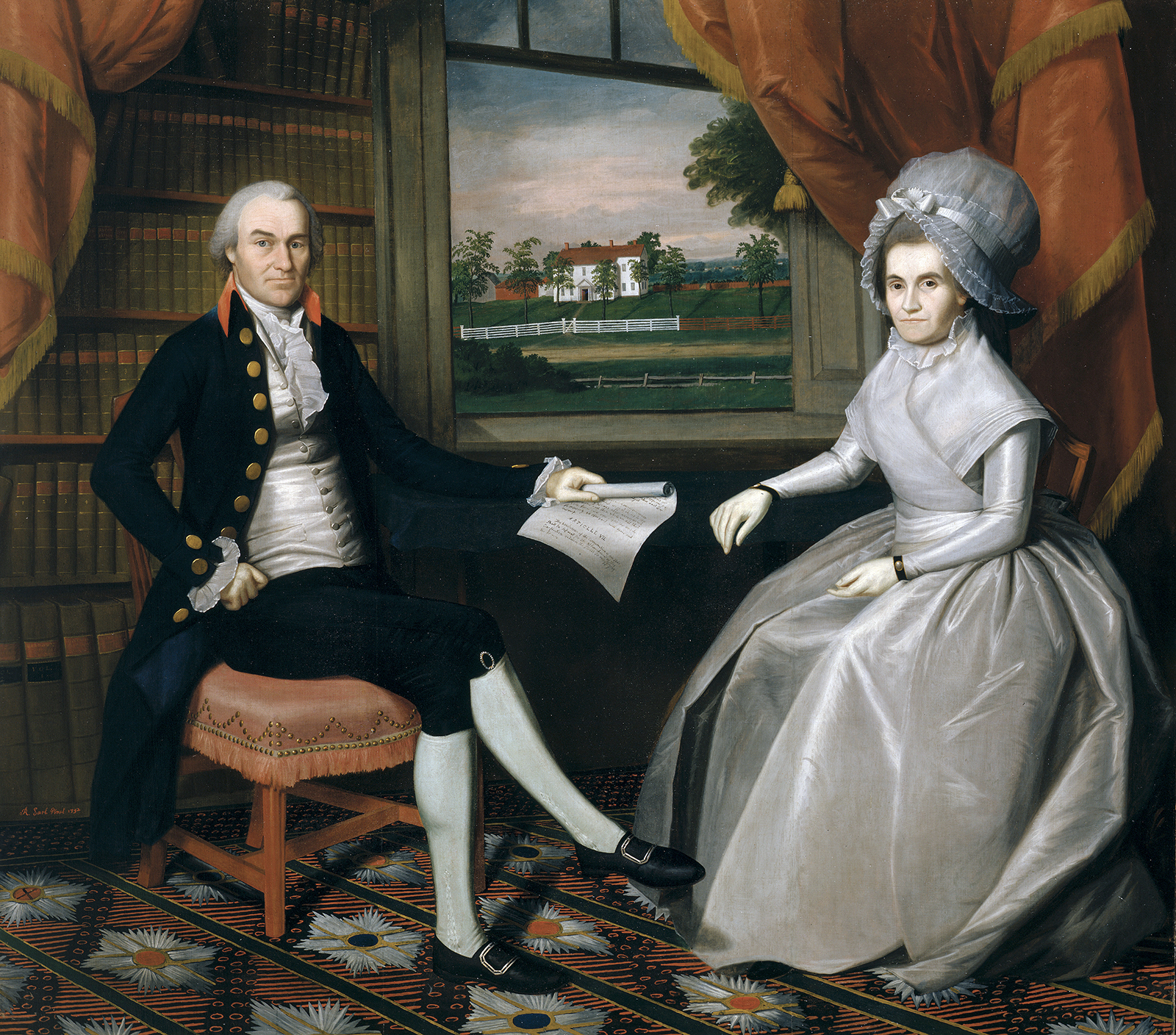
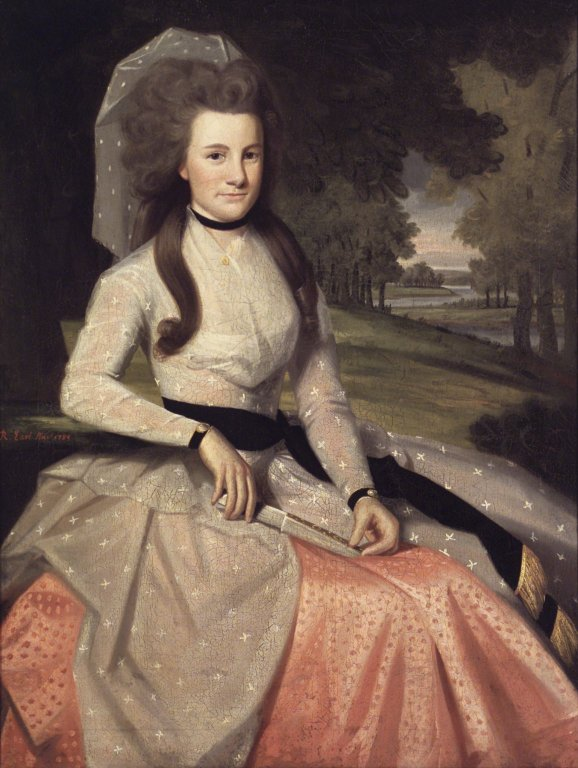
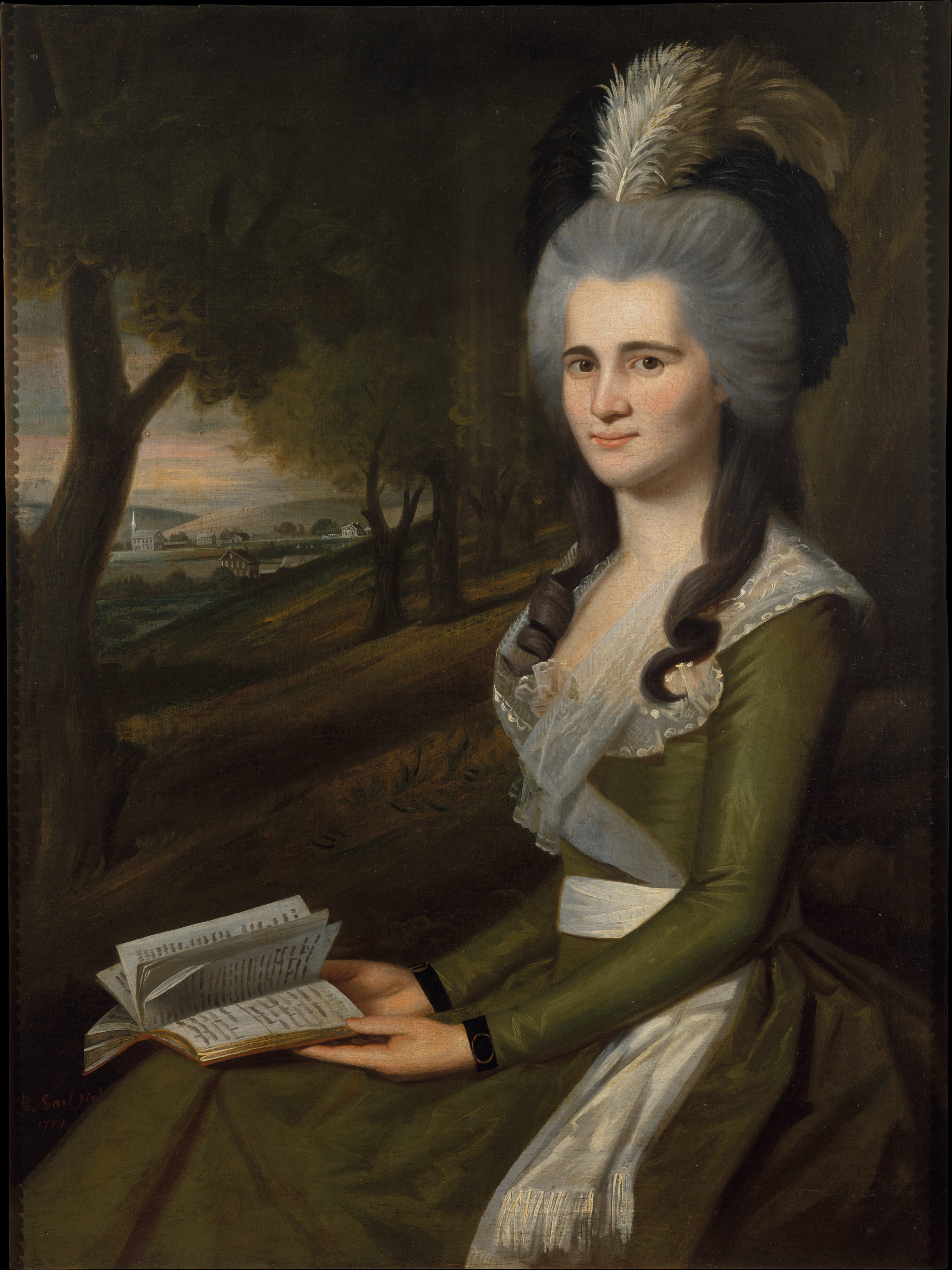
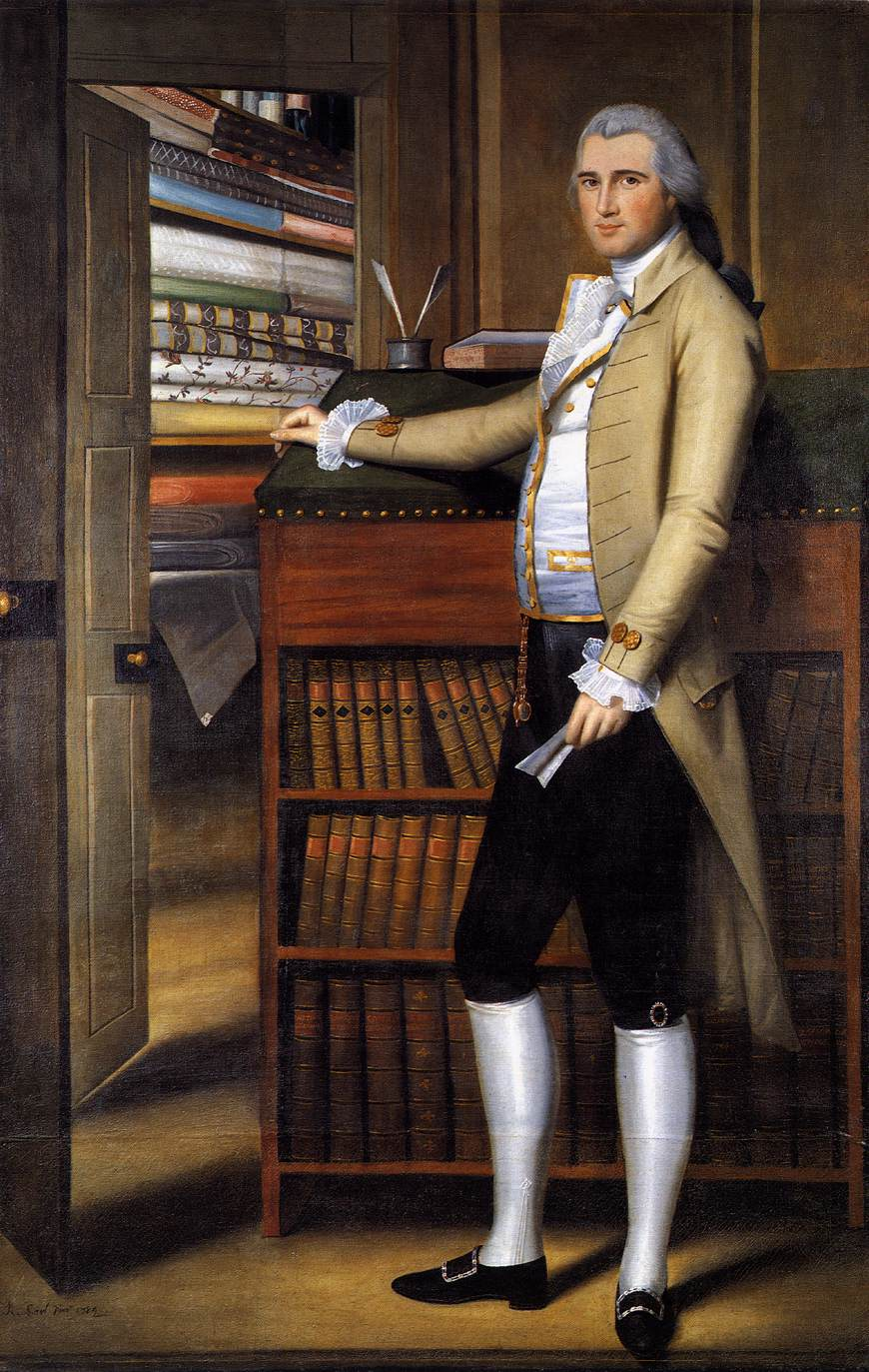